# بولتون وست (كيبك)
بولتون وست (بالإنجليزية: West Bolton, Quebec)‏ هي بلدية محلية في كيبيك تقع في كندا في Brome-Missisquoi Regional County Municipality. يقدر عدد سكانها بـ 678 نسمة ومساحتها 102.20 كم2 .